# السنة للخلال (كتاب)
السُّنَّة أو المسند من مسائل أبى عبد الله أحمد بن محمد بن حنبل كتاب من تأليف أبو بكر الخلال (ت: 311 هـ). هو من أشهر وأوسع كتب أهل السنة في أبواب العقيدة والإيمان والمنهج.

## موضوع الكتاب
اهتم مصنفه بتتبع وجمع كلام أهل السنة والجماعة في المسائل العقدية، وخاصة فيما نُقل عن الإمام أحمد فرتبه وبوب له وعلق على مواضع منه بما يزيل لبسًا أو يوهم اختلافا ونحو ذلك. ومواضيعه هي:
1. الإمارة وما قيل فيها وتحريم الخروج على الأئمة وملازمة الجماعة.
2. أحكام الخوارج وما يتعلق بهم.
3. أحكام الخلافة وخلافة الأئمة الأربعة وذكر خلافة معاوية.
4. ذكر فضائل الصحابة.
5. الرد على الروافض.
6. الرد على القدرية.
7. الرد على المرجئة في الإيمان.
8. بيان مقالة الجهمية في القرآن والرد عليهم.